# Alpglöd

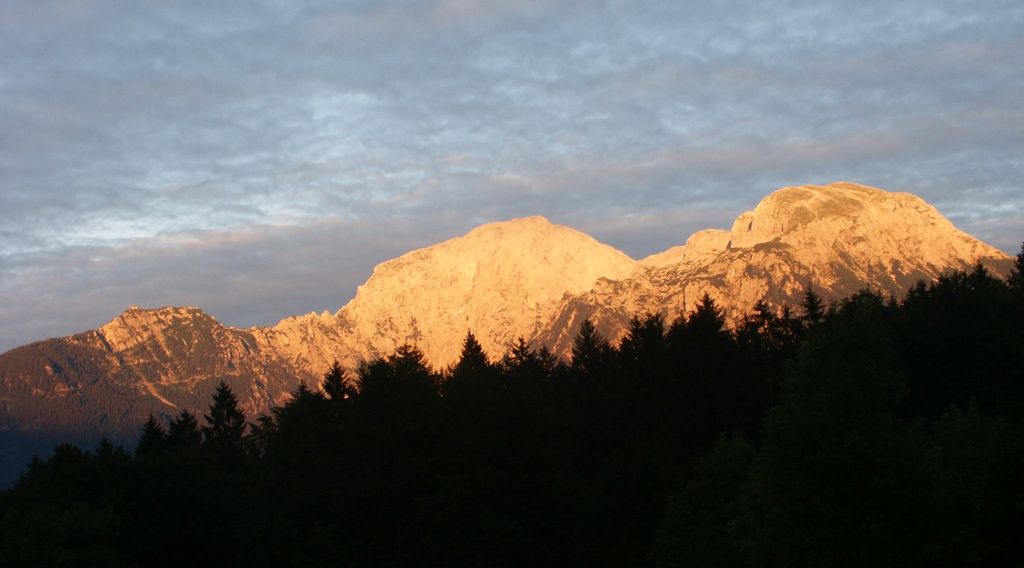
Alpglöd vid solnedgången (Kehlstein, Hoher Göll, Hohes Brett i Alperna, Tyskland).

Alpglöd (från tyskans Alpenglühen) är ett ljusfenomen hos atmosfären där solnedgångsfärger kan observeras på föremål, exempelvis bergstoppar, vid och strax efter solnedgången. Motsvarande fenomen kan uppträda vid soluppgången. Fenomenet blir extra starkt på snöklädda bergstoppar, exempelvis i alperna vilket har gett fenomenet dess namn. Alpglöd kan även uppstå mot en himmel om ljuset reflekteras mot aerosoler i luften.
Det finns tre faser hos alpglöd. Den första fasen uppträder när solen står lågt, men fortfarande ovanför horisonten och ger de vanliga solnedgångsfärgerna. Den andra fasen, den så kallade "äkta alpglöden", inträder några minuter efter att den första fasens färger har falnat, när solen är strax nedanför horisonten. Genom att ljuset bryts i atmosfären belyses bergen av direkt solljus. Under den andra fasen är färgerna klarare och mer rosafärgade än vid den första. Den andra fasens alpglöd kan börja flera hundra höjdmeter nedanför bergstopparna och rör sig uppåt innan de försvinner. Den tredje fasen hos alpglöd, som också kallas "efterglöd" (engelska: afterglow, tyska: nachglühen), uppträder 35 minuter efter solnedgången och visar färgvariation från gult till violett.